# Limnodrilus hoffmeisteri
Limnodrilus hoffmeisteri är en ringmaskart som beskrevs av Jean Louis René Antoine Édouard Claparède 1862. Limnodrilus hoffmeisteri ingår i släktet Limnodrilus och familjen glattmaskar. Arten är reproducerande i Sverige.

## Underarter
Arten delas in i följande underarter:
- L. h. hoffmeisteri
- L. h. spiralis